# Sphaerilloides antipodum
Sphaerilloides antipodum là một loài chân đều trong họ Armadillidae. Loài này được Vandel miêu tả khoa học năm 1977.